# Ordine 7161
L'Ordine 7161 (in russo Постановление № 7161cc ГКО СССР) è stato un comitato istituito dal Ministero della Difesa sovietico creato il 16 dicembre 1944 per mobilizzare e internare i nazisti nei campi di lavoro forzato. Questo progetto era un sotto-comitato di una vasta rete sovietica gestita appositamente per l'introduzione dei campi di lavoro forzato.
Scopo dell'Ordine 7161 era l'internamento di tutti i tedeschi sani e robusti compresi tra un'età che va dai 17-45 anni per i maschi e dai 18-30 per le donne.
Le informazioni successive alla fine della seconda guerra mondiale sono state soppresse nel blocco sovietico sino al collasso dell'Unione Sovietica, ma sono state ricavate superficialmente dalla rete di spie presenti nell'Europa occidentale, ricavando statistiche basate sulla storia degli affari interni dell'Est.
L'Ordine 7161 è stato assegnato all'NKVD, al relativo reparto, il direttorato principale dei prigionieri di guerra e degli Affari interni (Главное управление по делам военнопленных и интернированных, ГУПВИ), notoriamente abbreviato in GUPVI.

## I numeri
Questo sotto-comitato deportò ed internò moltissime persone provenienti dall'Europa dell'Est:
- 69.332 persone dalla Romania
- 31.923 persone dall'Ungheria
- 10.935 persone dalla Jugoslavia
- 215 persone dalla Cecoslovacchia
- 75 persone dalla Bulgaria

La deportazione dei tedeschi in territorio comunista era controllata dall'Armata Rossa.

### Riferimenti
- Documentazione del Vertreibung tedesco nell'Europa dell'Est/ Bearb T. Von Schieder, Bd. 1-5. Wolfenbattel, 1953-1961
- Die Deutschen Vertreibungsverluste. Bevolkerungsbilanzen fuer die deutschen Vertreibungsgebiete 1939-1950. Wiesbaden, 1958
- Rhode G. Phasen, und Formen der Massenzwangswanderungen in Europa. // Die Vertriebenen in Westdeutschland. Bd. 1. Kiel, 1959.
- Stefan Karner, Io sono l'Archipelago GUPVI. Immigrazione forzata e internamento nell'Unione Sovietica dal 1941-1956. Monaco di Baviera, 1995.